# Семки (Хмельницкий район)
Семки (укр. Семки) — село на Украине, находится в Хмельницком районе Винницкой области.
Код КОАТУУ — 0524882702. Население по переписи 2001 года составляет 624 человека. Почтовый индекс — 22016. Телефонный код — 4338.
Занимает площадь 1,9 км².
В селе действует храм Рождества Пресвятой Богородицы Хмельницкого благочиния Винницкой епархии Украинской православной церкви.

## Адрес местного совета
22015, Винницкая область, Хмельницкий р-н, с. Качановка, ул. Мира, 14